# Acetilcoenzima A

Representação da molécula de acetil-CoA.

A acetilcoenzima A (Acetil-CoA) é um composto intermediário chave no metabolismo celular, constituído de um grupo acetilo, de dois carbonos, unidos de maneira covalente a coenzima A. A Acetil-CoA é resultado da oxidação total de moléculas orgânicas como o piruvato, ácidos graxos e aminoácidos.
A transformação de piruvato, que se encontra no citosol, em Acetil-CoA se dá na mitocôndria. O processo que transforma o piruvato em Acetil-CoA se chama Descarboxilação oxidativa, em que um grupo carboxila é retirado e liberado como CO2.
A formação do Acetil-CoA é catalisado por um complexo enzimático chamado de complexo piruvato desidrogenase, que é formado por 5 coenzimas - tiamina pirofosfato (TPP), coenzima A (CoA), Dinucleotídeo de Nicotinamida Adenina (NAD+), flavina adenina dinucleotídio (FAD) e ácido lipóico) e 3 enzimas: piruvato desidrogenase, diidrolipoil transacetilase e diidrolipoil desidrogenase
A acetilcoenzima A provém do metabolismo dos carboidratos e dos lipídios, e, em menor proporção, do metabolismo das proteínas, as quais, assim como os aminoácidos, podem alimentar o ciclo em outros locais diferentes que os do acetil.
A Acetil-CoA participa como intermediário do ciclo de Krebs, pois ao condensar-se ao oxaloacetato, forma o citrato. É neste ciclo que o acetil-CoA será totalmente oxidado a CO2, paralelo a produção de coenzimas reduzidas.